# Dawadar
Dawadar (Dawatdar, Divittar, Duwaydar) era el títol entre els musulmans del portador i guardià del tinter reial. Aparegué amb els seljúcides i es va desenvolupar amb els mamelucs.
Baybars va confiar el càrrec a un amir mameluc, però més tard el dawadar fou considerat amir de segon orde fins als sultans circassians, quan fou nomenat gran dawadar (dabadar kabir) i fou un del set càrrec principals del sultanat.
Sota els otomans i safàvides els dawadar (turc divittar, persa dawatdar) eren funcionares d'importància menor (equivalents a secretaris de cancelleria).